# Earias coeruleoviridis
Earias coeruleoviridis är en fjärilsart som beskrevs av Embrik Strand 1917. Earias coeruleoviridis ingår i släktet Earias och familjen trågspinnare. Inga underarter finns listade i Catalogue of Life.